# Lestradea stappersii
Lestradea stappersii е вид лъчеперка от семейство Цихлиди (Cichlidae).

## Разпространение
Видът е разпространен в Замбия.